# Власенко Іван Микитович
Іван Микитович Власенко  (нар.. 25 листопада 1934, с. Недригайлів, нині селище Роменського району Сумської області, УкраїнськаРСР, СРСР — пом. 20 грудня 2018, м. Київ, Україна) — український прозаїк.

## Життєпис
Іван Власенко народився 1934 року в селі Недригайлів на Сумщині в родині колгоспників. Після закінчення школи вступив на факультет журналістики Київського державного університету імені Тараса Шевченка, який закінчив в 1958 році. Почав трудову діяльність на посаді завідувача відділу обласної молодіжної газети «Київський комсомолець». В 1961 році перейшов до редакції газети «Колгоспне село». З 1964 по 1970 роки обіймав посаду відповідального секретаря журналу «Знання та праця». Потім працював старшим редактором видавництва «Радянський письменник». У 1972 році обійняв посаду відповідального секретаря комісії критики та теорії літератури, потім — завідуючим відділом прози журналу «Вітчизна». У 1993 році перейшов до новоствореної урядової газети «Урядовий кур'єр», де працював редактором відділу екології та здоров'я.

## Творчість
Іван Власенко у свої творах писав про другу світову війну, долі в'язнів гітлерівських концтаборів та боротьбу проти фашизму, а також про повоєнні роки. Він — автор прозових збірок «Залп» (1966), «Едельвейс кохання» (1971), «Вага порожнечі» (1987), «Цап у капусті» (2003); повістей «Дорога до себе» (1972), «Над Сулою синє небо» (1984), романів «Остарбайтер» (у співавторстві, 1980), «Коли дозрівають каштани» (1983), «Розшукується безпалий» (у співавторстві, 1987), біографічної повісті «Олександр Палладій» (1982), роман «Мертві не вміють мовчати» (1994), а також художньо-документальна повість «Земля наша — козацька. Недригайлів у легендах, переказах, пам'яті» (2017). Член Спілки письменників СРСР з 1973 року.

## Родина
Його дружина Наталія Конотопець (нар. 1947) — українська письменниця.

## Нагороди та визнання
- премія імені Андрія Головка за найкращий роман року (1994).